# Capela do Alto
Capela do Alto este un oraș în São Paulo (SP), Brazilia.